# Дискографія Loona
Дискографія південнокорейської жіночої групи Loona складається з одного перевидання, п'яти мініальбомів і дванадцяти сингл-альбомів. З жовтня 2016 року по березень 2018 року лейбл групи Blockberry Creative випустив окремі альбоми для кожної учасниці Loona в рамках 18-місячного переддебютного проекту. Переддебютом став реліз пісні «Favorite» 7 серпня 2018 року, що стало першим релізом групи у повному складі з 12 учасників. Пізніше сингл був включений в мініальбом [ + + ], який був випущений 20 серпня разом із синглом «Hi High». Міні-альбом посів друге місце в південнокорейському чарті Gaon Album Chart і пізніше був перевиданий як [XX] 19 лютого 2019 року з головним синглом «Butterfly». Перевидання досягло четвертого місця в тому ж чарті, тоді як сингл став першою появою Loona в чарті синглів Gaon, досягнувши 90 місця в Download Chart.
Другий мініальбом групи, [#], вийшов 5 лютого 2020 року з головним синглом «So What». У той час як альбом досяг другого місця в Gaon Album Chart і став найкращим результатом Loona у чартах станом на сьогоднішній день, «So What» посів 68 місце в Gaon Download. Їхній третій мініальбом [12:00] вийшов 19 жовтня 2020 року з головним синглом «Why Not?». Альбом досяг четвертого місця в чарті Gaon Album. 28 червня 2021 року був випущений четвертий мініальбом групи, [&]. Він став їхнім найшвидшим і найбільш продаваним проектом на той час і приніс групі перше потрапляння у Gaon Digital Chart. У вересні того ж року група випустила свій дебютний японський сингл, «Hula Hoop», який потрапив до першої десятки японського Oricon Singles Chart. 20 червня 2022 року Loona випустили п'ятий мініальбом Flip That, який став їхнім найбільш продаваним альбомом у Gaon Gigital до сьогодення.

## Ремікс-альбомии
| Назва                       | Деталі альбому                                                                                 | Пікові позиції у чартах | Продажі                  |
| Назва                       | Деталі альбому                                                                                 | KOR                     | Продажі                  |
| --------------------------- | ---------------------------------------------------------------------------------------------- | ----------------------- | ------------------------ |
| Not Friends Special Edition | - Реліз: 16 листопада 2021 - Лейбл: Big Ocean ENM - Формат: CD, цифрове завантаження, стримінг | 3                       | - Південна Корея: 41,421 |

## Мініальбоми
| Назва                                        | Деталі альбому | Пікові позиції у чартах | Пікові позиції у чартах | Пікові позиції у чартах | Пікові позиції у чартах | Пікові позиції у чартах | Пікові позиції у чартах | Пікові позиції у чартах | Пікові позиції у чартах | Пікові позиції у чартах | Продажі                                               |
| Назва                                        | Деталі альбому | KOR                     | HUN                     | JPN                     | POL                     | UK Down.                | US                      | US Heat.                | US Ind.                 | US World                | Продажі                                               |
| -------------------------------------------- | --- | ----------------------- | ----------------------- | ----------------------- | ----------------------- | ----------------------- | ----------------------- | ----------------------- | ----------------------- | ----------------------- | ----------------------------------------------------- |
| [+ +]                                        | - Реліз: 20 серпня 2018 - Лейбл: Blockberry Creative - Formats: CD, цифрове завантаження, стримінг | 2                       | —                       | —                       | —                       | —                       | —                       | 4                       | 20                      | 4                       | - Південна Корея: 68,316 - США: 1,000 - Японія: 1,679 |
| [#]                                          | - Реліз: 5 лютого 2020 - Лейбл: Blockberry Creative - Формат: CD, цифрове завантаження, стримінг | 2                       | 22                      | —                       | —                       | 28                      | —                       | 19                      | 44                      | 4                       | - Південна Корея: 83,522 - США: 3,000 - Японія: 855   |
| [12:00]                                      | - Реліз: 19 жовтня 2020 - Лейбл: Blockberry Creative - Формат: CD, цифрове завантаження, стримінг | 4                       | —                       | —                       | —                       | 15                      | 112                     | 1                       | 23                      | 4                       | - Південна Корея: 116,614 - США: 14,400               |
| [&]                                          | - Реліз: 28 червня 2021 - Лейбл: Blockberry Creative - Формат: CD, цифрове завантаження, стримінг | 4                       | —                       | 46                      | 49                      | 21                      | —                       | 24                      | 59                      | 14                      | - Південна Корея: 135,253 - Японія: 648               |
| Flip That                                    | - Реліз: 20 червня 2022 - Лейбл: Blockberry Creative - Формат: CD, цифрове завантаження, стримінг | 4                       | —                       | —                       | —                       | —                       | —                       | —                       | —                       | —                       | - Південна Корея: 154,492                             |
| [0]                                          | - Заплановано: Січень 2023 (перенесен на невизначений термін) - Лейбл: Blockberry Creative, Atlantic, Warner Music - Формат: CD, цифрове завантаження, стримінг Список треків 1. 0 2. Freesm 3. Comet 4. B.U.R.N (Be U Right Now) 5. Flash | В очікуванні            | В очікуванні            | В очікуванні            | В очікуванні            | В очікуванні            | В очікуванні            | В очікуванні            | В очікуванні            | В очікуванні            | В очікуванні                                          |
| «—» позначає реліз, який не потрапив у чарт. | |                         |                         |                         |                         |                         |                         |                         |                         |                         |                                                       |

## Перевидання
| Назва | Деталі альбому                                                                                    | Пікові позиції у чартах | Пікові позиції у чартах | Пікові позиції у чартах | Пікові позиції у чартах | Пікові позиції у чартах | Пікові позиції у чартах | Продажі                               |
| Назва | Деталі альбому                                                                                    | KOR                     | FRA Dig.                | UK Down.                | US Heat.                | US Ind.                 | US World                | Продажі                               |
| ----- | ------------------------------------------------------------------------------------------------- | ----------------------- | ----------------------- | ----------------------- | ----------------------- | ----------------------- | ----------------------- | ------------------------------------- |
| [× ×] | - Реліз: 19 лютого 2019 - Лейбл: Blockberry Creative - Формат: CD, цифрове завантаження, стримінг | 3                       | 55                      | 48                      | 8                       | 22                      | 4                       | - Південна Корея: 45,782 - США: 2,000 |

## Сингл-альбоми

### Як сольні учасники
| Назва      | Деталі альбому                                                                                        | Пікові позиції у чартах | Продажі                  |
| Назва      | Деталі альбому                                                                                        | KOR                     | Продажі                  |
| ---------- | --- | ----------------------- | ------------------------ |
| HeeJin     | - Реліз: 5 жовтня 2016 - Лейбл: Blockberry Creative - Формат: CD, цифрове завантаження, стримінг      | 18                      | - Південна Корея: 7,757  |
| HyunJin    | - Реліз: 17 листопада 2016 - Лейбл: Blockberry Creative - Formats: CD, цифрове завантаження, стримінг | 12                      | - Південна Корея: 9,626  |
| HaSeul     | - Реліз: 15 грудня 2016 - Лейбл: Blockberry Creative - Формат: CD, цифрове завантаження, стримінг     | 6                       | - Південна Корея: 10,982 |
| YeoJin     | - Реліз: 16 січня 2017 - Лейбл: Blockberry Creative - Формат: CD, цифрове завантаження, стримінг      | 17                      | - Південна Корея: 14,655 |
| ViVi       | - Реліз: 17 квітня 2017 - Label: Blockberry Creative - Формат: CD, цифрове завантаження, стримінг     | 14                      | - Південна Корея: 8,716  |
| Kim Lip    | - Реліз: 23 травня 2017 - Лейбл: Blockberry Creative - Формат: CD, цифрове завантаження, стримінг     | 13                      | - Південна Корея: 13,320 |
| JinSoul    | - Реліз: 26 червня 2017 - Лейбл: Blockberry Creative - Формат: CD, цифрове завантаження, стримінг     | 18                      | - Південна Корея: 13,631 |
| Choerry    | - Реліз: 28 липня 2017 - Лейбл: Blockberry Creative - Формат: CD, цифрове завантаження, стримінг      | 9                       | - Південна Корея: 10,675 |
| Yves       | - Реліз: 28 листопада 2017 - Лейбл: Blockberry Creative - Формат: CD, цифрове завантаження, стримінг  | 12                      | - Південна Корея: 12,213 |
| Chuu       | - Реліз: 28 грудня 2017 - Лейбл: Blockberry Creative - Формат: CD, цифрове завантаження, стримінг     | 8                       | - Південна Корея: 17,680 |
| Go Won     | - Реліз: 30 січня 2018 - Лейбл: Blockberry Creative - Формат: CD, цифрове завантаження, стримінг      | 10                      | - Південна Корея: 15,066 |
| Olivia Hye | - Реліз: 30 березня 2018 - Лейбл: Blockberry Creative - Формат: CD, цифрове завантаження, стримінг    | 11                      | - Південна Корея: 16,971 |

## Сингли
| Назва                                        | Рік          | Пікові позиції у чартах | Пікові позиції у чартах | Пікові позиції у чартах | Пікові позиції у чартах | Пікові позиції у чартах | Пікові позиції у чартах | Продажі          | Альбом               |
| Назва                                        | Рік          | KOR                     | KOR Hot                 | JPN                     | JPN Hot                 | US Pop                  | US World                | Продажі          | Альбом               |
| Корейські                                    | Корейські    | Корейські               | Корейські               | Корейські               | Корейські               | Корейські               | Корейські               | Корейські        | Корейські            |
| -------------------------------------------- | ------------ | ----------------------- | ----------------------- | ----------------------- | ----------------------- | ----------------------- | ----------------------- | ---------------- | -------------------- |
| «Favorite»                                   | 2018         | —                       | —                       | —                       | —                       | —                       | 4                       | Н/Д              | [+ +]                |
| «Hi High»                                    | 2018         | —                       | —                       | —                       | —                       | —                       | 11                      | Н/Д              | [+ +]                |
| «Butterfly»                                  | 2019         | —                       | —                       | —                       | —                       | —                       | 6                       | - США: 1,000     | [× ×]                |
| «365»                                        | 2019         | —                       | —                       | —                       | —                       | —                       | 1                       | Н/Д              | [#]                  |
| «So What»                                    | 2020         | —                       | 89                      | —                       | —                       | —                       | 4                       | Н/Д              | [#]                  |
| «Why Not?»                                   | 2020         | —                       | —                       | —                       | —                       | —                       | —                       | Н/Д              | [12:00]              |
| «PTT (Paint the Town)»                       | 2021         | 134                     | —                       | —                       | —                       | —                       | 6                       | Н/Д              | [&]                  |
| «Flip That»                                  | 2022         | 93                      | Н/Д                     | —                       | —                       | —                       | —                       | Н/Д              | Flip That            |
| «Freesm»                                     | В очікуванні | В очікуванні            | В очікуванні            | В очікуванні            | В очікуванні            | В очікуванні            | В очікуванні            | В очікуванні     | [0]                  |
| Англійські                                   |              |                         |                         |                         |                         |                         |                         |                  |                      |
| «Star»                                       | 2020         | —                       | —                       | —                       | —                       | 31                      | —                       | Н/Д              | [12:00]              |
| Японські                                     |              |                         |                         |                         |                         |                         |                         |                  |                      |
| «Hula Hoop»                                  | 2021         | —                       | —                       | 6                       | 38                      | —                       | —                       | - Японія: 12,894 | Сингли поза альбомом |
| «Star Seed»                                  | 2021         | —                       | —                       | 6                       | —                       | —                       | —                       | - Японія: 12,894 | Сингли поза альбомом |
| «Luminous»                                   | 2022         | —                       | —                       | 3                       | 41                      | —                       | —                       | - Японія: 11,729 | Сингли поза альбомом |
| «—» позначає реліз, який не потрапив у чарт. |              |                         |                         |                         |                         |                         |                         |                  |                      |

## Промо-сингли
| Назва                                        | Рік  | Записано                          | Пікові позиції у чартах | Пікові позиції у чартах | Альбом               |
| Назва                                        | Рік  | Записано                          | KOR                     | US World                | Альбом               |
| -------------------------------------------- | ---- | --------------------------------- | ----------------------- | ----------------------- | -------------------- |
| «ViViD»                                      | 2016 | Хіджін                            | —                       | —                       | HeeJin               |
| «Around You» (кор. 다녀가요)                 | 2016 | Хьонджін                          | —                       | —                       | HyunJin              |
| «Let Me In» (소년, 소녀)                     | 2016 | Хасиль                            | —                       | 14                      | HaSeul               |
| «Kiss Later» (키스는 다음에)                 | 2017 | Йоджін                            | —                       | —                       | YeoJin               |
| «Everyday I Love You»                        | 2017 | Віві (за участю Хасиль)           | —                       | —                       | ViVi                 |
| «Eclipse»                                    | 2017 | Кім Ліп                           | —                       | —                       | Kim Lip              |
| «Singing in the Rain»                        | 2017 | Джінсоль                          | —                       | —                       | JinSoul              |
| «Love Cherry Motion»                         | 2017 | Чхвері                            | —                       | —                       | Choerry              |
| «New»                                        | 2017 | Ів                                | —                       | —                       | Yves                 |
| «The Carol 2.0»                              | 2017 | Віві, Чхвері, Ів                  | —                       | —                       | Сингл без альбому    |
| «Heart Attack»                               | 2017 | Чу                                | —                       | —                       | Chuu                 |
| «One&Only»                                   | 2018 | Ґо Вон                            | —                       | —                       | Go Won               |
| «Egoist»                                     | 2018 | Олівія Хе (за участю Джінсоль)    | —                       | 9                       | Olivia Hye           |
| «Yum-Yum» (얌얌)                             | 2021 | Йоджін, Кім Ліп, Чхвері, Ґо Вон   | —                       | —                       | Сингли поза альбомом |
| «Not Friends»                                | 2021 | Хіджін, Кім Ліп, Джінсоль, Ів     | —                       | 7                       | Сингли поза альбомом |
| «Yummy-Yummy» (더주세요)                     | 2021 | Йоджін, Кім Ліп, Чхвері, Ґо Вон   | —                       | —                       | Сингли поза альбомом |
| «SICK LOVE»                                  | 2022 | Кім Ліп, Джінсоль, Чхвері, Хіджін | —                       | —                       | Сингли поза альбомом |
| «—» позначає реліз, який не потрапив у чарт. |      |                                   |                         |                         |                      |

## Інші чартові пісні
| Назва                                                  | Рік  | Записано                             | Пікові позиції у чартах | Пікові позиції у чартах | Альбом                                   |
| Назва                                                  | Рік  | Записано                             | KOR                     | US World                | Альбом                                   |
| ------------------------------------------------------ | ---- | ------------------------------------ | ----------------------- | ----------------------- | ---------------------------------------- |
| «The Carol»                                            | 2016 | Хіджін, Хьонджін, Хасиль             | —                       | 5                       | HaSeul                                   |
| «Rosy»                                                 | 2018 | Ґо Вон, Олівія Хе (за участю Хіджін) | —                       | 22                      | Olivia Hye                               |
| «Wow»                                                  | 2021 | Усі учасниці                         | —                       | —                       | [&]                                      |
| «Be Honest»                                            | 2021 | Усі учасниці                         | —                       | —                       | [&]                                      |
| «Dance On My Own»                                      | 2021 | Усі учасниці                         | —                       | —                       | [&]                                      |
| «A Different Night»                                    | 2021 | Усі учасниці                         | —                       | —                       | [&]                                      |
| «U R»                                                  | 2021 | Усі учасниці                         | —                       | —                       | [&]                                      |
| «&»                                                    | 2021 | Усі учасниці                         | —                       | —                       | [&]                                      |
| «Shake It»                                             | 2022 | Усі учасниці                         | —                       | 1                       | Queendom 2 Part.2-1                      |
| «Don't Go» (나비소녀) (з Kep1er як Sun та Moon)        | 2022 | Хасиль, Кім Ліп, Джінсоль, Чу        | —                       | 14                      | Queendom 2 Position Unit Battle Part.1-1 |
| «Tell Me Now» (탐이 나) (з Brave Girls як Queen Is Me) | 2022 | Хіджін, Чхвері, Ів, Олівія Хе        | —                       | 11                      | Queendom 2 Position Unit Battle Part.1-2 |
| «Butterfly»                                            | 2022 | Усі учасниці                         | —                       | 6                       | Queendom 2 Fantastic Queendom Part.1-2   |
| «Pose»                                                 | 2022 | Усі учасниці                         | —                       | 4                       | Queendom 2 Final та Flip That            |
| «Pale Blue Dot»                                        | 2022 | Усі учасниці                         | —                       | —                       | Flip That                                |
| «Need U»                                               | 2022 | Усі учасниці                         | —                       | —                       | Flip That                                |
| «Playback»                                             | 2022 | Усі учасниці                         | —                       | —                       | Flip That                                |
| «The Journey»                                          | 2022 | Усі учасниці                         | —                       | —                       | Flip That                                |
| «—» позначає реліз, який не потрапив у чарт.           |      |                                      |                         |                         |                                          |

## Появи в альбомах
| Назва                            | Рік  | Альбом                              |
| -------------------------------- | ---- | ----------------------------------- |
| «Love Battery» (DJ사랑의 배터리) | 2020 | Immortal Song 2: Singing the Legend |

## Музичні відео
| Рік  | Назва                                           | Режисер(и)              | Прим.  |
| ---- | ----------------------------------------------- | ----------------------- | ------ |
| 2016 | «ViViD» (Хіджін)                                | VM Project Architecture | [ 62 ] |
| 2016 | «ViViD» (Acoustic Mix) (Хіджін)                 | VAM JINS (VAM)          | [ 63 ] |
| 2016 | «Around You» (Хьонджін)                         | Digipedi                | [ 64 ] |
| 2016 | «I'll Be There» (Хіджін & Хьонджін)             | Digipedi                | [ 65 ] |
| 2016 | «Let Me in» (Хасиль)                            | Digipedi                | [ 66 ] |
| 2016 | «The Carol» (Хіджін, Хьонджін, Хасиль)          | Digipedi                | [ 67 ] |
| 2017 | «Kiss Later» (Йоджін)                           | Digipedi                | [ 68 ] |
| 2017 | «My Sunday» (Хіджін & Хьонджін)                 | VAM JINS (VAM)          | [ 69 ] |
| 2017 | «My Melody» (Хасиль & Йоджін)                   | VAM JINS (VAM)          | [ 70 ] |
| 2017 | «Everyday I Love You» (Віві)                    | Digipedi                | [ 71 ] |
| 2017 | «Everyday I Need You» (Віві)                    | VAM JINS (VAM)          | [ 72 ] |
| 2017 | «Eclipse» (Кім Ліп)                             | Digipedi                | [ 73 ] |
| 2017 | «Singing in the Rain» (Джінсоль)                | Digipedi                | [ 74 ] |
| 2017 | «Love Cherry Motion» (Чхвері)                   | Digipedi                | [ 75 ] |
| 2017 | «new» (Ів)                                      | Digipedi                | [ 76 ] |
| 2017 | «Around You» (Special Ver.) (Хьонджін)          | Невідомий               | [ 77 ] |
| 2017 | «The Carol 2.0» (Lyric ver.) (Віві, Чхвері, Ів) | Невідомий               | [ 78 ] |
| 2017 | «Heart Attack» (Чу)                             | Digipedi                | [ 79 ] |
| 2018 | «One&Only» (Ґо Вон)                             | Digipedi                | [ 80 ] |
| 2018 | «Egoist» (Олівія Хе)                            | Digipedi                | [ 81 ] |
| 2018 | «Favorite»                                      | Digipedi                | [ 82 ] |
| 2018 | «Hi High»                                       | Digipedi                | [ 83 ] |
| 2019 | «Butterfly»                                     | Digipedi                | [ 84 ] |
| 2020 | «So What»                                       | Digipedi                | [ 85 ] |
| 2020 | «Why Not?»                                      | Digipedi                | [ 86 ] |
| 2020 | «Star»                                          | MOSWANTD                | [ 87 ] |
| 2021 | «PTT» (Paint the Town)                          | Digipedi                | [ 88 ] |
| 2021 | «Hula Hoop»                                     | Digipedi                | [ 89 ] |
| 2022 | «Flip That»                                     | Zanybros                | [ 90 ] |
| 2022 | «Luminous»                                      | Digipedi                | [ 91 ] |

## Нотатки
1. ↑  «Butterfly» не увійшов до Gaon Digital Chart, але зайняв 90 місце у Gaon Download Chart[47].
2. ↑  «So What» не увійшов до Gaon Digital Chart, але зайняв 68 місце у Gaon Download Chart[48].
3. ↑  «Why Not?» не увійшов до Gaon Digital Chart, але зайняв 78 місце у Gaon Download Chart[49].
4. ↑  «The Carol 2.0», записаний Віві, Чхвері та Ів, був випущений виключно як цифровий промо-сингл. Попередня версія «The Carol», записана Хіджін, Хьонджін та Хасиль, була включена до сингл-альбому HaSeul[53].
5. ↑  «Not Friends» не увійшов до Gaon Digital Chart, але зайняв 79 місце у Gaon Download Chart.
6. ↑  «Wow» не увійшов до Gaon Digital Chart, але зайняв 80 місце у Gaon Download Chart[54].
7. ↑  «Be Honest» не увійшов до Gaon Digital Chart, але зайняв 103 місце у Gaon Download Chart[54].
8. ↑  «Dance On My Own» не увійшов до Gaon Digital Chart, але зайняв 109 місце у Gaon Download Chart[54].
9. ↑  «A Different Night» не увійшов до Gaon Digital Chart, але зайняв 120 місце у Gaon Download Chart[54].
10. ↑  «U R» не увійшов до Gaon Digital Chart, але зайняв 123 місце у Gaon Download Chart[54].
11. ↑  «&» не увійшов до Gaon Digital Chart, але зайняв 177 місце у Gaon Download Chart[54].
12. ↑  «Shake It» не увійшов до Gaon Digital Chart, але зайняв 139 місце у Gaon Download Chart[55].
13. ↑  «Don't Go» не увійшов до Gaon Digital Chart, але зайняв 101 місце у Gaon Download Chart[56].
14. ↑  «Tell Me Now» не увійшов до Gaon Digital Chart, але зайняв 85 місце у Gaon Download Chart[57].
15. ↑  «Butterfly» не увійшов до Gaon Digital Chart, але зайняв 184 місце у Gaon Download Chart[58].
16. ↑  Дані Queendom-версії «Butterfly» були об’єднані Billboard з оригінальною версією. 4 червня 2022 року «Butterfly» знову посідає 10 місце в тижневому чарті[59].
17. ↑  «Pose» не увійшов до Gaon Digital Chart, але зайняв 63 місце у Gaon Download Chart[60].
18. ↑  «Pale Blue Dot» не увійшов до Gaon Digital Chart, але зайняв 50 місце у Gaon Download Chart[61].
19. ↑  «Need U» не увійшов до Gaon Digital Chart, але зайняв 56 місце у Gaon Download Chart[61].
20. ↑  «Playback» не увійшов до Gaon Digital Chart, але зайняв 59 місце у Gaon Download Chart[61].
21. ↑  «The Journey» не увійшов до Gaon Digital Chart, але зайняв 73 місце у Gaon Download Chart[61].